# گروسهرینگن
گروسهرینگن (به آلمانی: Großheringen) یک شهر در آلمان است که در تورینگن واقع شده‌است. گروسهرینگن ۷۰۰ نفر جمعیت دارد.